# Egaenus
Egaenus – rodzaj kosarzy z podrzędu Eupnoi i rodziny Phalangiidae. Gatunkiem typowym jest Egaenus tibialis (obecnie synonim E. convexus).

## Występowanie
Przedstawiciele rodzaju rozprzestrzenieni są w Eurazji, od Ukrainy i Bałkanów po Mongolię i Syberię.

## Systematyka
Opisano dotąd 25 gatunków kosarzy z tego rodzaju:
- Egaenus amanensis (Simon, 1884)
- Egaenus asiaticus Roewer, 1914
- Egaenus bajsun Starega, 1979
- Egaenus charitonovi (Gricenko, 1972)
- Egaenus convexus (C.L.Koch, 1835)
- Egaenus diadema Simon, 1885
- Egaenus kashmiricus Caporiacco, 1935
- Egaenus laevipes (Caporiacco, 1935)
- Egaenus marenzelleri Nosek, 1905
- Egaenus montanus Starega, 1979
- Egaenus oedipus (Thorell, 1876)
- Egaenus robustus Kulczynski, in Zichy 1901
- Egaenus rugosus Schenkel, 1963
- Egaenus zichyi Kulczynski, in Zichy 1901